# (95008) Ivanobertini
(95008) Ivanobertini est un astéroïde de la ceinture principale.

## Description
(95008) Ivanobertini est un astéroïde de la ceinture principale. Il fut découvert le 4 janvier 2002 à Cima Ekar par le programme Asiago-DLR Asteroid Survey. Il présente une orbite caractérisée par un demi-grand axe de 2,20 UA, une excentricité de 0,22 et une inclinaison de 9,0° par rapport à l'écliptique.

## Compléments